# Bò sát biển

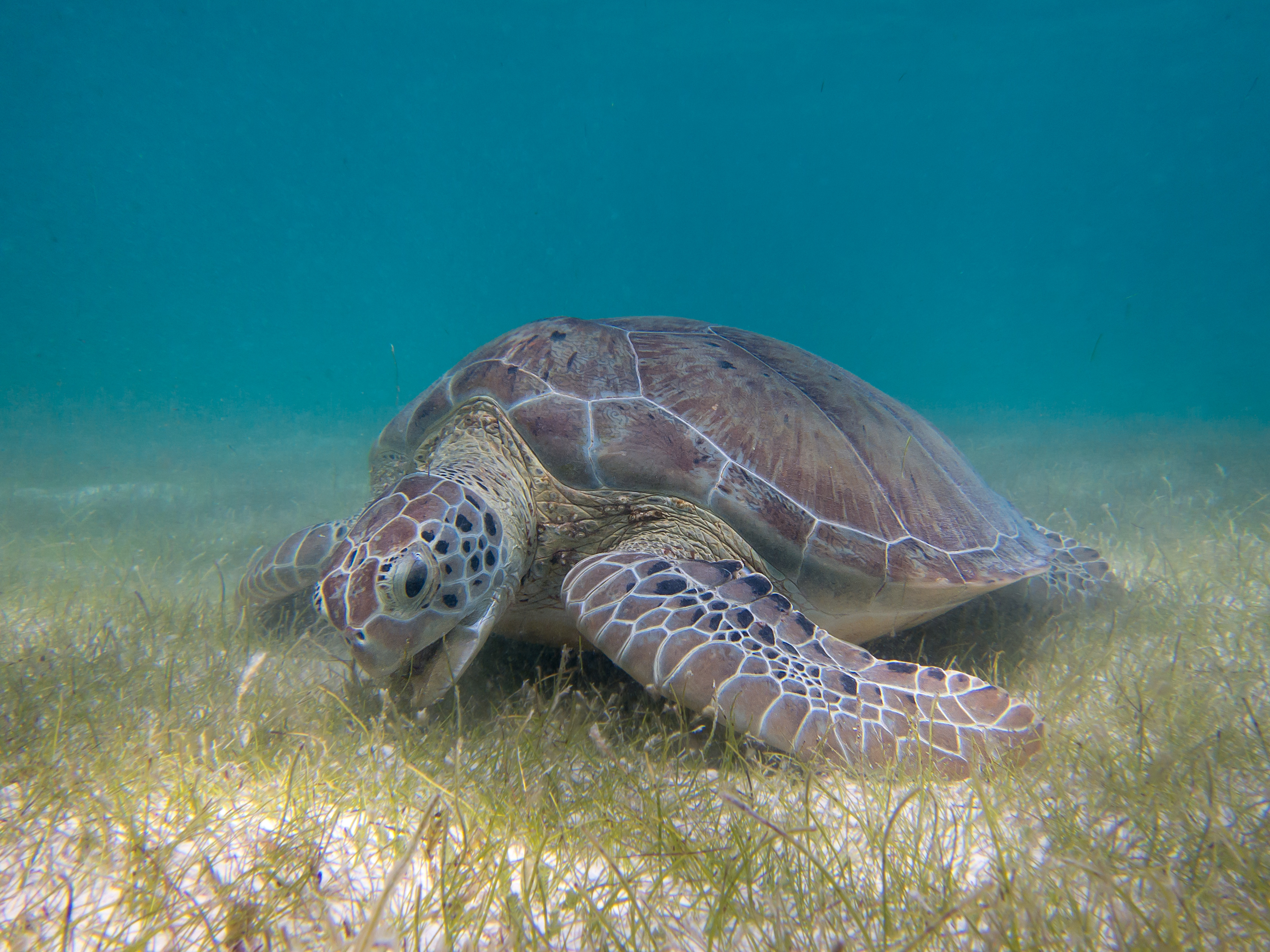
Một con rùa biển

Bò sát biển là các loài động vật bò sát đã có sự thích ứng thứ cấp cho đời sống thủy sinh hoặc bán thủy sinh trong môi trường biển. Các loài bò sát biển sớm nhất đã phát sinh trong kỷ Permi trong thời đại Đại Cổ sinh (Paleozoi) và rất nhiều loài bò sát biển tiền sử đã tuyệt chủng. Hiện tại, trong số khoảng 12.000 loài bò sát còn sót lại và các loài phụ, chỉ có khoảng 100 loài được xếp loại là loài bò sát biển gồm các loài bò sát biển bao gồm cự đà biển, rắn biển, rùa biển và cá sấu nước mặn.

## Tiến hóa
Trong thời kỳ Mesozoi, nhiều nhóm bò sát đã thích nghi với cuộc sống trên biển, bao gồm cả các loài quen thuộc như Ichthyosaurs (ngư long), Plesiosaurs (hai loại này từng được cho là kết hợp trong nhóm "Enaliosauria", một phân loại bây giờ đã trở nên lạc hậu), các nhóm mosasaurs (thương long), nothosaurs, placodonts, rùa biển, thalattosaurs và thalattosuchian. Sau khi tuyệt chủng hàng loạt vào cuối kỷ Phấn trắng (66 triệu năm trước), các loài bò sát biển ít hơn nhiều.
Nhưng dù sao vẫn còn có nhiều loài chẳng hạn như "rùa biển" thật sự, cả hai loài Bothremydidae, rắn Palaeophiidae, một số ít choristoderes như Simoedosaurus và cá sấu Dyrosaurid là còn sót lại từ kỷ Mesozoi là còn tồn tại đến nay. Các loại cá sấu biển đốm khác vẫn còn phổ biến gần đây như Miocen muộn. Một số loài bò sát biển, như ichthyosaurs, plesiosaurs, thalattosuchians metrihynchid và mosasaurs đã trở nên thích nghi tốt với lối sống biển mà chúng không thể mạo hiểm lên mặt đất và sinh trong nước. Những loài khác, chẳng hạn như rùa biển và cá sấu nước mặn, quay trở lại bờ để đẻ trứng. Một số loài bò sát biển cũng thường xuyên nghỉ ngơi và đụn cát trên mặt đất.

## Các loài hiện nay
- Rùa biển: Có bảy loài rùa biển tồn tại, sống chủ yếu dọc theo bờ biển nhiệt đới của Trung và Nam Mỹ và Caribê, mặc dù một số di chuyển xa và đã được biết đến để đi xa về phía bắc như Scandinavia. Rùa biển chủ yếu là động vật sống đơn độc, mặc dù một số loài tạo thành những nhóm lớn kết nối lỏng lẻo trong suốt mùa làm tổ. Mặc dù chỉ có bảy loài rùa biển thực sự, nhiều loài sống trong vùng nước lợ
- Rắn biển: là nhóm loài bò sát biển phong phú nhất, có hơn 60 loài rắn biển khác nhau. Chúng sống ở vùng nước nhiệt đới và cận nhiệt đới của Ấn Độ Dương và Thái Bình Dương, mặc dù các báo cáo về giới hạn cho thấy chúng có thể mở rộng ra biển Đại Tây Dương. Rắn biển độc và vết cắn của chúng được biết đến là gây tử vong, mặc dù nhìn chung chúng chỉ cắn khi bị kích thích và thường chỉ tiêm một lượng độc rất nhỏ, không gây tử vong. Những con rắn biển được phân biệt với những con rắn trên mặt đất bằng một cái đuôi vát thẳng đứng.
- Cự đà biển: Chúng chỉ sống trên quần đảo Galapagos và không thích nghi hoàn toàn với sinh vật biển. Mặc dù chúng ăn các loài thực vật biển và dành rất nhiều thời gian cho nước, chúng làm tổ trên mặt đất và cần nến dưới ánh mặt trời để đạt được nhiệt độ cơ thể lý tưởng của chúng; chúng cũng phải chống chịu những kẻ thù trên cạn.
- Cá sấu nước mặn và cá sấu Mỹ: không có loài cá sấu nào trong số 23 loài bò sát ở biển thực sự; cá sấu nước mặn (Crocodylus porosus) thể hiện sự thích nghi với nguồn nước mặn và sống trong vùng nước lợ của Đông Nam Á và Úc. Cá sấu nước mặn xử lý muối dư thừa trong cơ thể của chúng thông qua các tuyến muối chuyên biệt. Những loài động vật này là những loài cá sấu lớn nhất, cũng là loài bò sát lớn nhất - chúng có thể dài đến 6 mét. Cá sấu Mỹ (Crocodylus acutus) cũng thích nước lợ trên môi trường nước ngọt.

## Phân loại

### Cá sấu
- Crocodylus

Crocodylus acutus (Cá sấu Mỹ)
Crocodylus porosus (Cá sấu cửa sông)

### Bò sát vảy

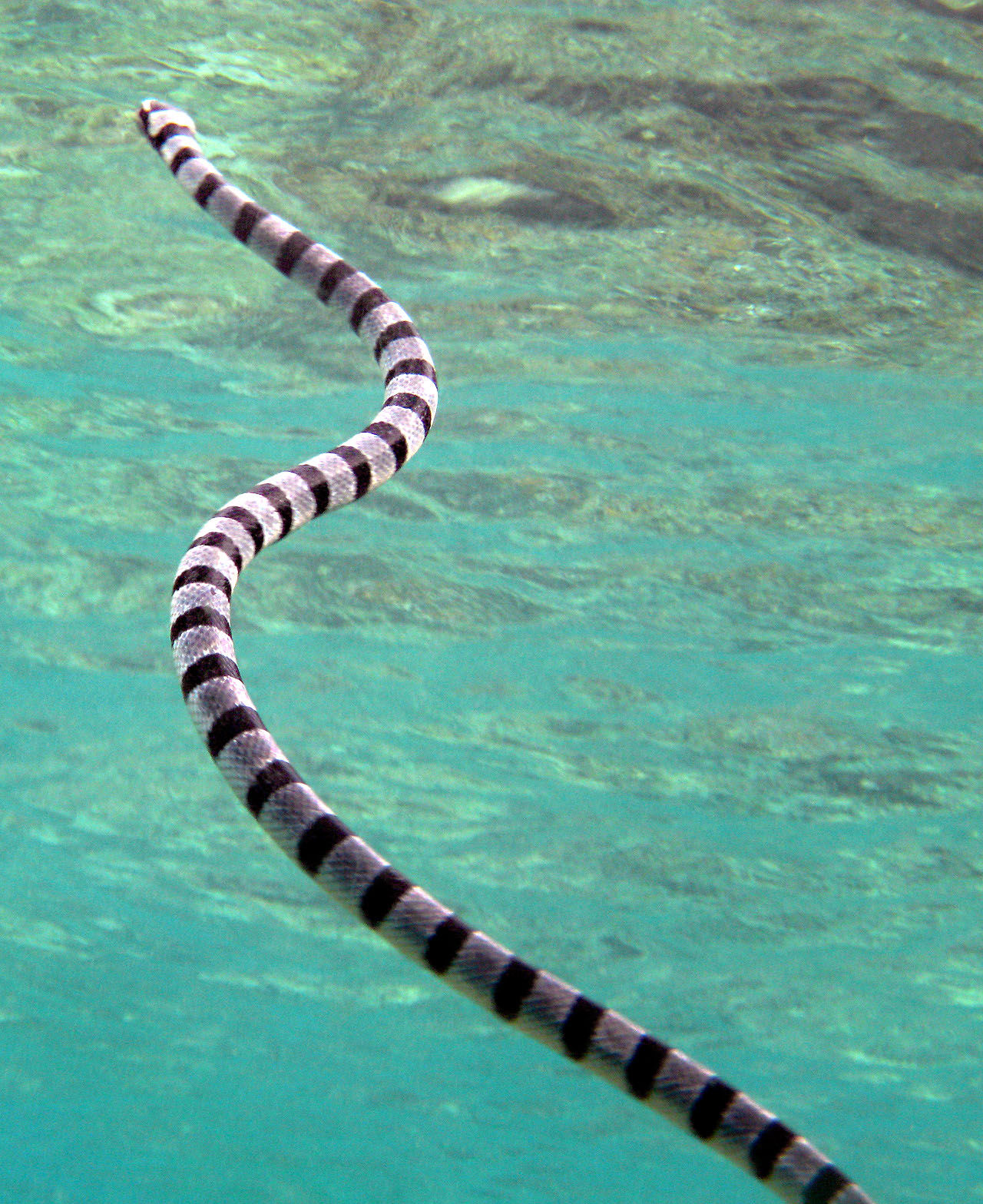
Một con rắn biển

- Iguanidae

- Amblyrhynchus

Amblyrhynchus cristatus (Cự đà biển)
- Hydrophiinae (rắn biển)

- Aipysurus

Aipysurus eydouxii
Aipysurus laevis
- Astrotia stokesii
- Disteira

Disteira major
Disteira nigrocincta
Disteira walli
- Enhydrina schistosa
- Enhydrina zweifeli
- Hydrophis

Hydrophis belcheri
Hydrophis bituberculatus
Hydrophis brooki
Hydrophis caerulescens
Hydrophis cantoris
Hydrophis cyanocinctus
Hydrophis fasciatus
Hydrophis gracilis
Hydrophis inornatus
Hydrophis klossi
Hydrophis lapemoides
Hydrophis mamillaris
Hydrophis melanocephalus
Hydrophis obscurus
Hydrophis ornatus
Hydrophis semperi
Hydrophis spiralis
Hydrophis stricticollis
Hydrophis viperinus
- Kerilia jerdonii
- Kolpophis annandalei
- Lapemis

Lapemis curtus
Lapemis hardwickii
- Laticauda

Laticauda colubrina
Laticauda laticaudata
- Pelamis platurus
- Thalassophis

Thalassophis anomalus

### Rùa biển
- Dermochelyidae

Dermochelys coriacea
- Cheloniidae

Caretta caretta
Lepidochelys kempii
Lepidochelys olivacea
Chelonia mydas
Eretmochelys imbricata
Natator depressus

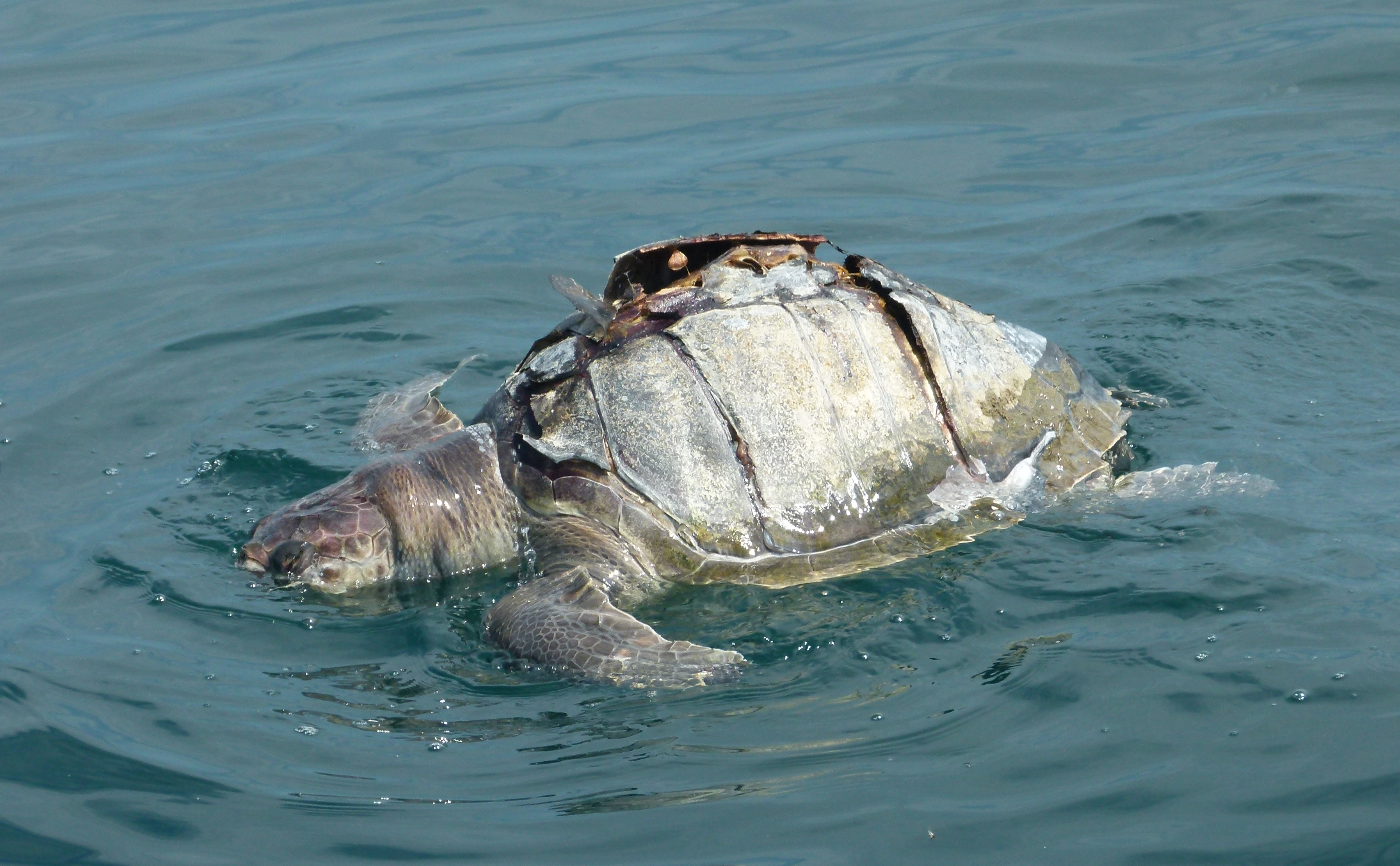
Một con rùa biển bị chết

- Các loài rùa khác không thích nghi được với môi trường biển, dù các loại rùa sông, hồ đầm biết bơi